# Синапсис

Фазы мейоза

Си́напсис — конъюгация хромосом, попарное временное сближение гомологичных хромосом, во время которого между ними может произойти обмен гомологичными участками. Происходит в профазе I мейоза. Когда гомологичные хромосомы синаптируют, их концы прикрепляются к ядерной оболочке. Потом такие концевые мембранные комплексы перемещаются при содействии ядерного цитоскелета, пока соответственные концы хромосом не объединятся в пары. После этого и межконцевые участки хромосом начинают сближаться, при этом они могут соединяться посредством РНК-белкового комплекса, называемого синаптонемальным комплексом. Синапсису подвергаются только аутосомы в процессе мейоза, половые же хромосомы остаются неспаренными.
Когда несестринские хроматиды переплетаются, участки хроматид со схожими последовательностями могут отламываться от исходных хроматид и обмениваться местами, так что фрагмент первой хроматиды занимает место соответствующего фрагмента во второй, а фрагмент второй — в первой. Этот процесс известен как генетическая рекомбинация или кроссинговер. Этот обмен осуществляется при помощи хиазмы, участка в форме буквы χ, где происходит физическое объединение хромосом. Спаренные гомологичные хромосомы теперь называются бивалентом. Чтобы удерживать хромосомы бивалента вместе в метафазной пластинке в процессе рекомбинации, необходима минимум одна хиазма на хромосому. Возможны и случаи неравного кроссинговера, когда хромосомы обмениваются несоответствующими участками.
Ещё одним следствием рекомбинационного синапсиса является повышение генетического разнообразия, как среди потомков одного скрещивания, так и в популяции в целом. Повторяющаяся в поколениях рекомбинация позволяет генам перемещаться в той или иной мере независимо друг от друга, что в ряду поколений повышает количество полезных генов и уменьшает — вредных.
На стадии синапсиса хромосомы под влиянием разных воздействий легко сжимаются в комок. Это явление было описано английским учёным Джоном Эдмундом Муром в 1895 году.
Итак, центральной функцией синапсиса является идентификация и спаривание гомологичных хромосом, что является важной составляющей мейоза.